# Kot pani Ashboro
Kot pani Ashboro (Mrs. Ashboro's Cat, 2004) – kanadyjski dramat filmowy, przygodowy w reżyserii Dona McBrearty. Film w Polsce emitowany jest za pośrednictwem kanału ZigZap.

## Opis fabuły
Natalie (Ellen Page) z ojcem przeprowadzają się z Manchatanu do Ringwood. Jedną z przyjaciółek rodziny jest pani Ashboro (Shirley Knight), przyjaciółka zmarłej matki dziewczyny. Szczególną uwagę Natalie zwraca kot pani Ashboro, która jakiś czas później umiera. Dziewczyna z ojcem postanawia zamieszkać w tym domu, aż w końcu okazuje się, że w nim straszy.

## Obsada
- Michael Ontkean jako Wes Merritt
- Elliot Page jako Natalie Merritt
- Lori Hallier jako Brenda
- Shirley Knight jako pani Ashboro
- Shawn Roberts jako Kurt
- Mark Rendall jako Pearson
- Tom Barnett jako Boyd Ashboro
- Nigel Bennett jako Riker
- Jacob Kerl jako Franny
- Evan Monk jako wujek Tom
- Kelti MacMillan jako Jan
- Wade Lynch jako Terry
- Pam Stevenson jako Sandra